# Хлорид рутения(II)
Хлорид рутения(II) — неорганическое соединение, соль металла рутения и соляной кислоты с формулой RuCl2, 
коричневые кристаллы,
не растворяется в холодной воде.

## Получение
- Реакция хлора и рутения:

{\displaystyle {\mathsf {Ru+Cl_{2}\ {\xrightarrow {250^{o}C}}\ RuCl_{2}}}}

## Физические свойства
Хлорид рутения(II) образует коричневые кристаллы.
Плохо растворяется в холодной воде, растворяется в этаноле.